# Хейзъярви
Хейзъярви — озеро на территории Поросозерского сельского поселения Суоярвского района Республики Карелии.

## Общие сведения
Площадь озера — 8,3 км², площадь водосборного бассейна — 528 км². Располагается на высоте 154,6 метров над уровнем моря.
Форма озера лопастная, продолговатая: оно вытянуто с севера на юг. Берега изрезанные, каменисто-песчаные, с запада — возвышенные, с востока — преимущественно заболоченные.
Через озеро течёт река Безглазая (в нижнем течении — Гумарина), которая, беря начало из Котчозера, протекает через цепочку озёр Таразмо (с притоком реки Юнгаса) → Совдозеро → Хейзъярви → Руагъярви → Маймъярви → Пейярви, после чего впадает в реку Ломнезерку, впадающую в озеро Селецкое.
В озере расположено не менее семи безымянных островов различной площади.
Код объекта в государственном водном реестре — 02020001111102000007253.